# Tiantai
Cette page contient des caractères spéciaux ou non latins. S’ils s’affichent mal (▯, ?, etc.), consultez la page d’aide Unicode.
Pour les articles homonymes, voir Tiantai (homonymie).

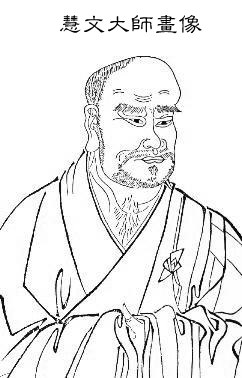
Huiwen, premier patriarche chinois

L'école Tiantai (天台宗, pinyin : Tiāntái zōng) est une école chinoise du bouddhisme mahâyâna apparue au VIe siècle, dont l'interprétation des sutras et les élaborations spéculatives exercèrent une  grande influence sur le développement du bouddhisme en Chine, au Japon et en Corée. Le moine Zhiyi (538-597) des Sui est considéré comme le principal auteur de cette doctrine, que la tradition de l'école fait remonter à Nāgārjuna, dont certains concepts ont inspiré Zhiyi et ses deux prédécesseurs, Huiwen et Huisi. Les trois écrits majeurs de Zhiyi sont le sûtra du lotus, le sûtra aux sens infinis et le sûtra de la méditation sur le bodhisattva Fugen. L'école Tiantai considère le Sūtra du Lotus comme l'expression achevée de l'enseignement du Bouddha. Elle tire son nom de la montagne du Zhejiang sur laquelle le célèbre moine passa la plus grande partie de sa vie.
Selon la généalogie officielle, les neuf premiers maîtres furent : Nāgārjuna (chinois simplifié : 龙树 ; chinois traditionnel : 龍樹 ; pinyin : lóng shù), Huìwén (慧文), Huìsī (慧思) (515-577?), Zhìyǐ (智顗) (538-597), Guàndǐng (灌頂/灌顶) (561-632), Zhìwēi (智威) (？-680), Huìwēi 慧威, Xuánlǎng 玄朗 (673-754), Zhànrán 湛然（711-782).

## Contexte d'apparition
Les dynasties Sui et Tang furent pour le bouddhisme chinois une époque d'épanouissement pendant laquelle les écoles se multiplièrent. Les Chinois avaient désormais à leur disposition un très grand nombre de textes canoniques (sutras), provenant de différentes écoles et époques du bouddhisme indien, apportés par des moines d'Inde ou d'Asie centrale; ils partaient eux-mêmes à la recherche de sources « authentiques » en Inde, comme le célèbre Xuanzang. Une importante activité de traduction commencée au IIIe siècle se poursuivit jusqu'à la fin des Tang. Ces traductions se faisaient en équipes composées de moines chinois et étrangers, dont le plus célèbre est Kumarajiva (鳩摩羅什, jiūmóluóshí), actif au début du Ve siècle; les traductions auxquelles il a participé sont devenues des références. Plus familiarisés avec les textes indiens, les Chinois commencèrent à les interpréter à leur façon, incorporant des concepts de leur propre culture, taoïstes par exemple. Des sutras apocryphes furent rédigés, particulièrement sur les sujets importants pour la culture locale, comme la piété filiale. Les sutras chinois ou traduits en chinois seront ultérieurement répandus au Japon, en Corée et au Vietnam à partir du VIe siècle.
Il fallait donc expliquer les contradictions entre les différents textes. Une idée répandue, qui trouvait sa justification canonique dans certains passages, était que le Bouddha n'avait pas révélé dès le début son véritable dharma, mais avait adapté l'enseignement au public et à son niveau de sagesse, idée qui trouvait d'ailleurs une résonance dans la conception confucéenne de l'enseignement. Les différentes écoles s'accordaient sur l'idée que l'enseignement du hinayana était moins avancé que celui du mahayana ; la plupart considéraient que la nature de bouddha existait en chacun ; néanmoins, elles ne s'accordaient pas sur les sūtras de référence et n'avaient pas la même interprétation de la nature des phénomènes de l'existence. L'école Tiantai, pour laquelle le Sutra du Lotus contenait la révélation suprême du bouddhisme, offrait une doctrine en harmonie avec la pensée chinoise et particulièrement éclectique et syncrétiste, matrice idéale pour toutes les variantes locales du bouddhisme ; ce fut l'une des raisons de son succès.

## Évolution

### En Chine

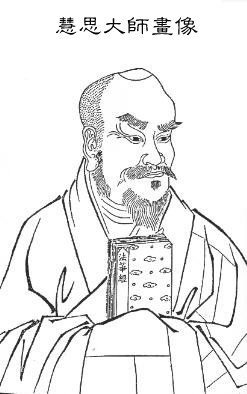
Huisi, deuxième patriarche chinois

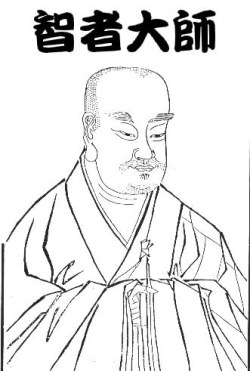
Zhiyi, troisième patriarche chinois

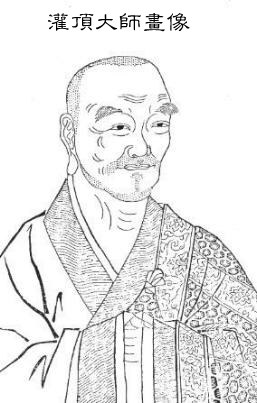
Guanding, quatrième patriarche chinois

La doctrine de Tiantai, qui lui avait valu une célébrité rapide, en formant sous les Sui l'école dominante, était à la fin de la dynastie assez achevée pour ne plus guère laisser de latitude de développement ultérieur. Sous les Tang, l'école était déjà en perte de vitalité, particulièrement après la mort de Guanding, dont la moitié des disciples rejoignirent d'autres courants. La situation géographique du mont Tiantai, éloigné des capitales où vivaient les classes aisées et cultivées qui constituaient son public principal, était un handicap pour ce courant surtout exégétique et intellectuel. Le dernier maître à exercer une influence notable fut Zhanran, moins d'ailleurs sur la pensée que sur les rituels, s'appuyant en partie sur le Sūtra Avatamsaka.
L'école s'effaça à la suite des persécutions du IXe siècle pendant près de cent ans, puis reparut sous le royaume de Wuyue grâce au soutien de son souverain, qui fit venir du royaume de Koryŏ les textes détruits pendant les troubles des décennies précédentes. Elle fut donc en mesure sous les Song de reprendre la lutte de rivalité entamée au VIIe siècle contre l’école chán, avec qui elle entretenait d’ailleurs des relations de cousinage par l'intermédiaire de maîtres qui furent camarades d'étude, de transfuges et d'influences. C'est également sous les Song qu'un moine Tiantai fonda l'École du lotus blanc, que ses dérives taoïstes rendront célèbre.
Tiantai s'effaça presque totalement à partir des Yuan, sans toutefois disparaître totalement, car il existe encore de nos jours des moines qui s'en réclament. Elle resta néanmoins une référence doctrinale majeure avec Huayan, une autre branche exégétique et spéculative.

### Au Japon
Saichō, plus connu sous le nom posthume de Dengyo Daishi (伝教大師 767-822), l’importa au Japon au IXe siècle où sous le nom de Tendai elle supplanta les écoles de Nara qui l'avaient précédée grâce au soutien de la famille impériale. Se développant parallèlement au Shingon. Au XIIIe siècle, le moine Nichiren, une personnalité originale à la vie mouvementée, reproduit la prééminence du Sūtra du Lotus grâce aux traductions du chinois en japonais sur les principaux travaux de Zhiyi, fondateur de l'école bouddhique chinoise du Tiantai en Chine au VIe siècle. Nichiren a été formé au bouddhisme de Tendai, il reprit les écrits de Zhiyi sur le sûtra du lotus et fonda l'école Hokke-shū (« école du lotus ») à l’origine du bouddhisme qui porte son nom.
D'autres moines célèbres sortirent de l'école Tendai pour créer leur propre mouvement : Honen et Shinran pour l'amidisme et Dogen pour le sōtō Zen.
L'école Cheontae est la forme coréenne de l’école Tiantai.

## Philosophie
La tradition de l'école prête à Huiwen, son premier maître chinois, la révélation initiale obtenue en lisant dans le Traité de la voie moyenne de Nagarjuna : « Ce qui est produit par des causes est identique à la vacuité… c'est le sens de la voie moyenne ». Il aurait transmis cette révélation au second maître, Huisi, dont Zhiyi l'aurait reçue. Cependant, les historiens contemporains considèrent ce dernier comme le véritable auteur de la doctrine de Tiantai, que le sixième maître, Zhiqi, aurait contribué à préciser.
Zhiyi regroupe les enseignements des différents nikayas et sutras mahayana en cinq époques et huit types d’instruction convenant à différents niveaux de sagesse. Il fait usage d'un concept largement développé dans le Sutra du lotus, celui des « moyens expédients » (upaya), méthodes éventuellement peu orthodoxes (recours à la magie, etc.), mais parfois mieux adaptées au niveau du pratiquant et donc plus efficaces pour le guider dans la voie. Aucun écrit bouddhiste n'est donc rejeté, mais ils ne situent pas tous au même niveau : les sutras hinayâna sont de manière générale plus éloignés de la vérité absolue, la meilleure expression de celle-ci se trouvant dans le Sūtra du Lotus, version définitive de l'enseignement du Bouddha. Cette opinion s'appuie sur la façon dont le texte rapporte son vœu de sauver tous les êtres : « Dès l'origine je résolus… ». Cette formule est interprétée par les penseurs Tiantai comme l'exposé explicite de son intention de développer sa révélation progressivement.
Tiantai rejette l'idéalisme pur de certaines écoles indiennes comme celle de Nalanda où avait étudié Xuanzang, qui voient dans les phénomènes du monde une pure production de l'esprit. Pour les maîtres Tiantai, qui refusent la dualité de la matière et de l'esprit, le monde des phénomènes transitoires est bel et bien une réalité, mais conditionnée et impermanente, dont on doit comprendre la vacuité essentielle, la voie moyenne étant le chemin qui permet d'appréhender simultanément ces deux aspects et de parvenir à la vérité suprême.
Tiantai préconise donc la « triple contemplation » (Yixinsanguan 一心三觀):
- Tous les phénomènes ont une réalité transitoire (contemplation de l'illusion guanjia 觀假)
- L'essence de tous les phénomènes est la vacuité (contemplation de la vacuité guankong 觀空)
- Tout est absolument vide et transitoirement réel à la fois (contemplation de la voie médiane guanzhong 觀中)

C'est en revenant à la voie médiane que le bodhisattva peut faire preuve d'une compassion éclairée et adaptée à la situation.
Cette triple contemplation, combinée avec une représentation de 3000 univers différents, donne la « contemplation des 3000 » (yiniansanqian 一念三千, jp : Ichinen Sanzen, « trois mille mondes en un instant de vie » définis par : les “Dix mondes (ou états de vie)” et leur inclusion mutuelle, combinant les “Dix facteurs (ou modalités de vie)”, dans les “Trois niveaux d’existence (ou domaines de l’existence)” (10x10x10x3), est le principe énoncé par le grand maître Tiantai (Tendai Chih-I ou Zhiyi) qui sert de base au bouddhisme de Nichiren.